# Gewehr 88
Das Gewehr 88 wurde im Jahre 1888 als Ordonnanzwaffe des Deutschen Heeres angenommen, der Name leitet sich von der Jahreszahl ab. Da die preußische Gewehrprüfungskommission (G.P.K.) in Spandau bestrebt war, durch Kombinieren von Einzelkomponenten verschiedener Herkunft das beste Gewehr zu schaffen, trägt es auch den Namen „Kommissionsgewehr“.

## Geschichte

### Ursprung
Eigentlich wurde im Deutschen Reich erst im Jahre 1884 das Schwarzpulvergewehr M71/84 als erstes deutsches Repetiergewehr zur Ordonnanz angenommen.
In Rottweil gab es zwar Versuche, rauchloses Nitrozellulosepulver zu produzieren, jedoch gelang erst dem französischen Chemiker Paul Vieille der entscheidende Durchbruch. Ergebnis war das französische Lebel Modell 1886, das mit einem Röhrenmagazin nach Kropatschek ausgerüstet war und mit einer Patrone versorgt wurde, in die ein 8-mm-Rundkopfgeschoss verladen wurde. Diese Patrone ermöglichte eine bis dahin nie gekannte Rasanz (flache Flugbahn) und damit Reichweite. 1887 nahm Frankreich das Gewehr zur Ordonnanzwaffe an. Die Produktion und Auslieferung des Gewehrs 71/84 lief im Jahre 1886 an. Nur ein Jahr später sah sich das Deutsche Reich dem Zwang ausgesetzt, eine neue Waffe konstruieren zu müssen.

### Das deutsche Pendant

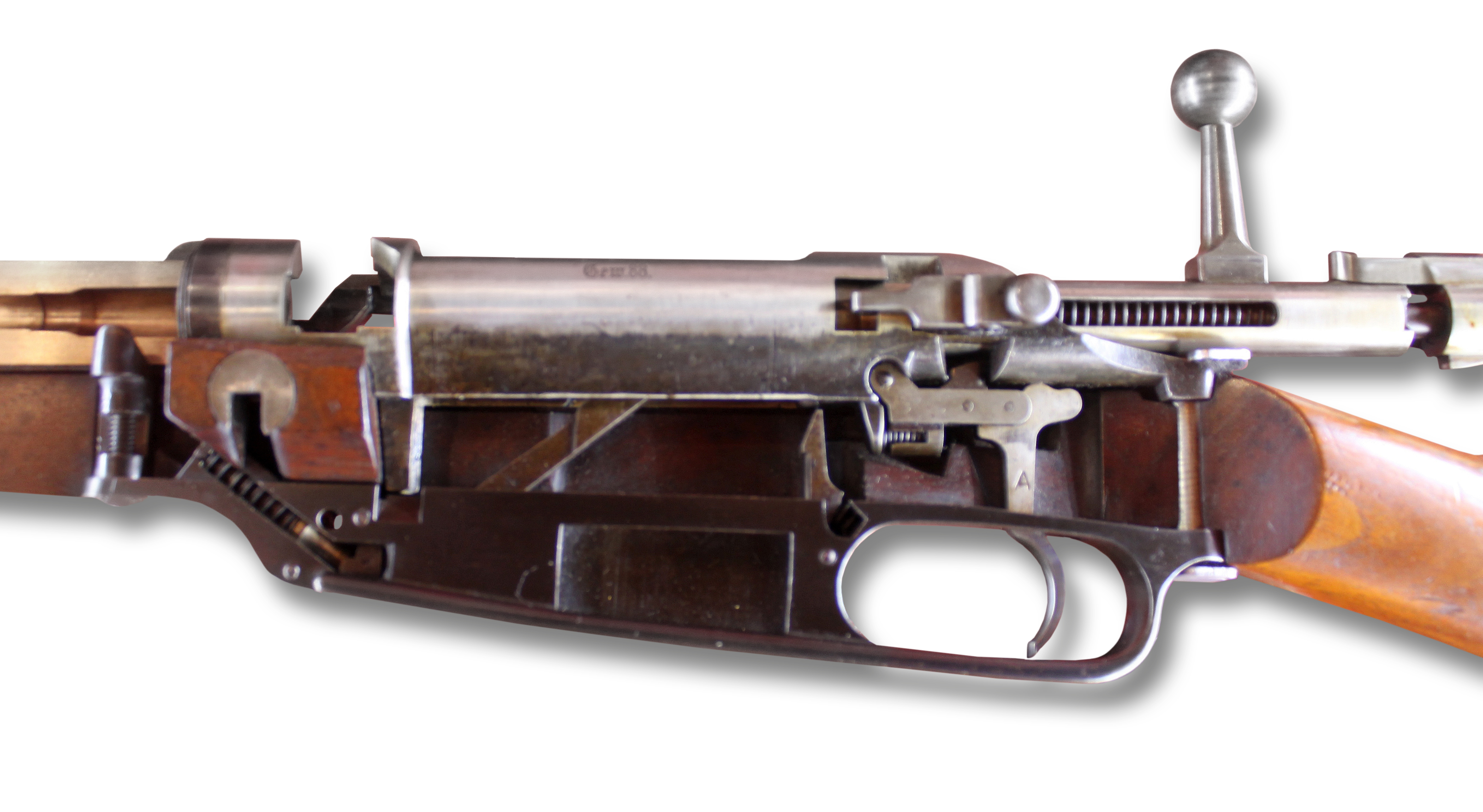
Schnittmodell

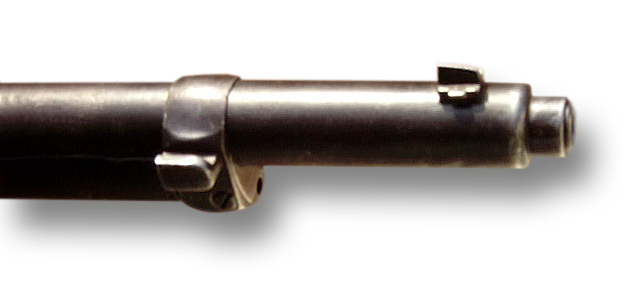
Der Lauf des Gewehrs 88. Auf dem Laufmantel sitzt der Kornsockel. Rechts am Oberring die Bajonettwarze

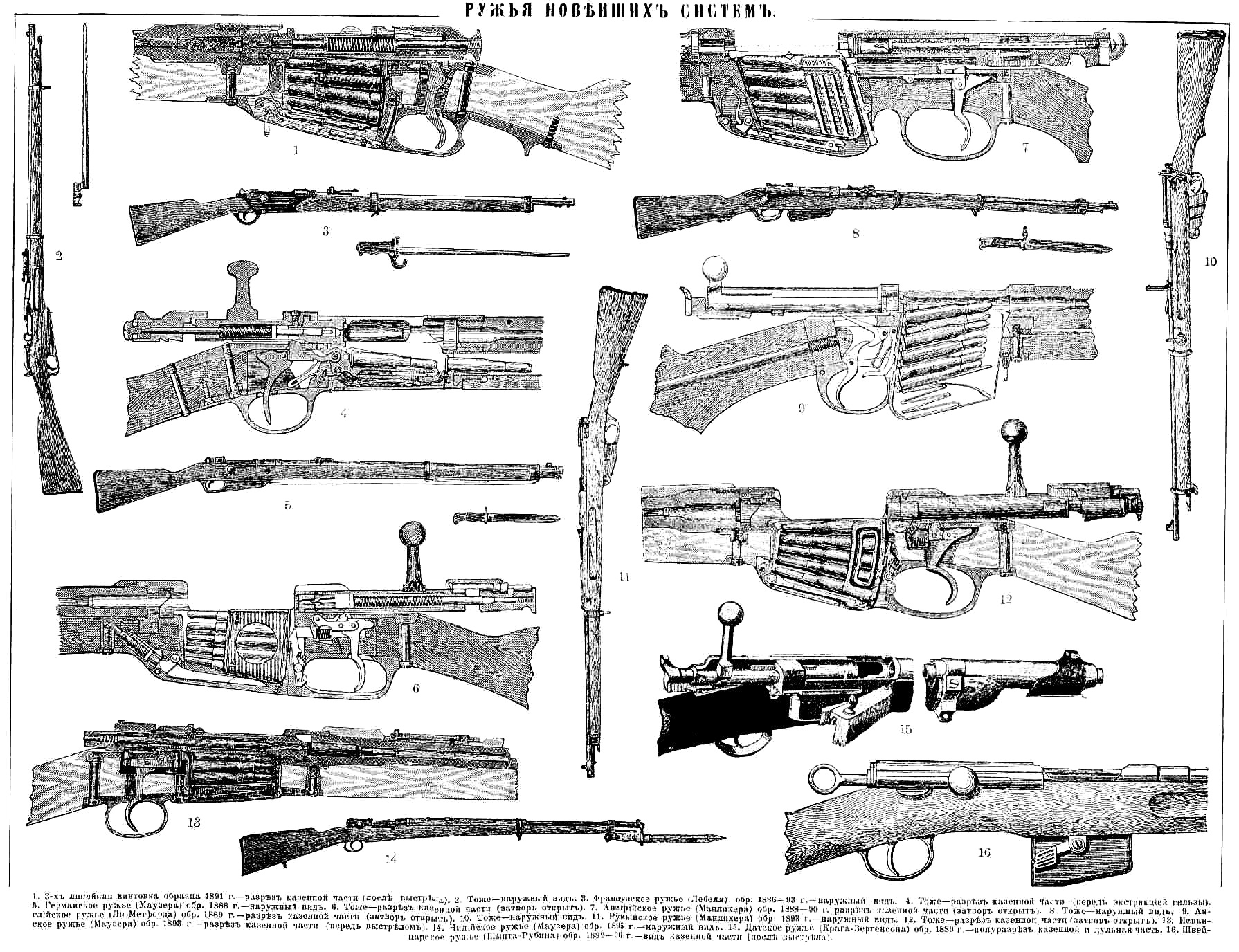
Das Gewehr 88 und seine Konkurrenten Lebel 1886, Mannlicher 1895, Schmidt-Rubin 1889, zeitgenössischer Stich

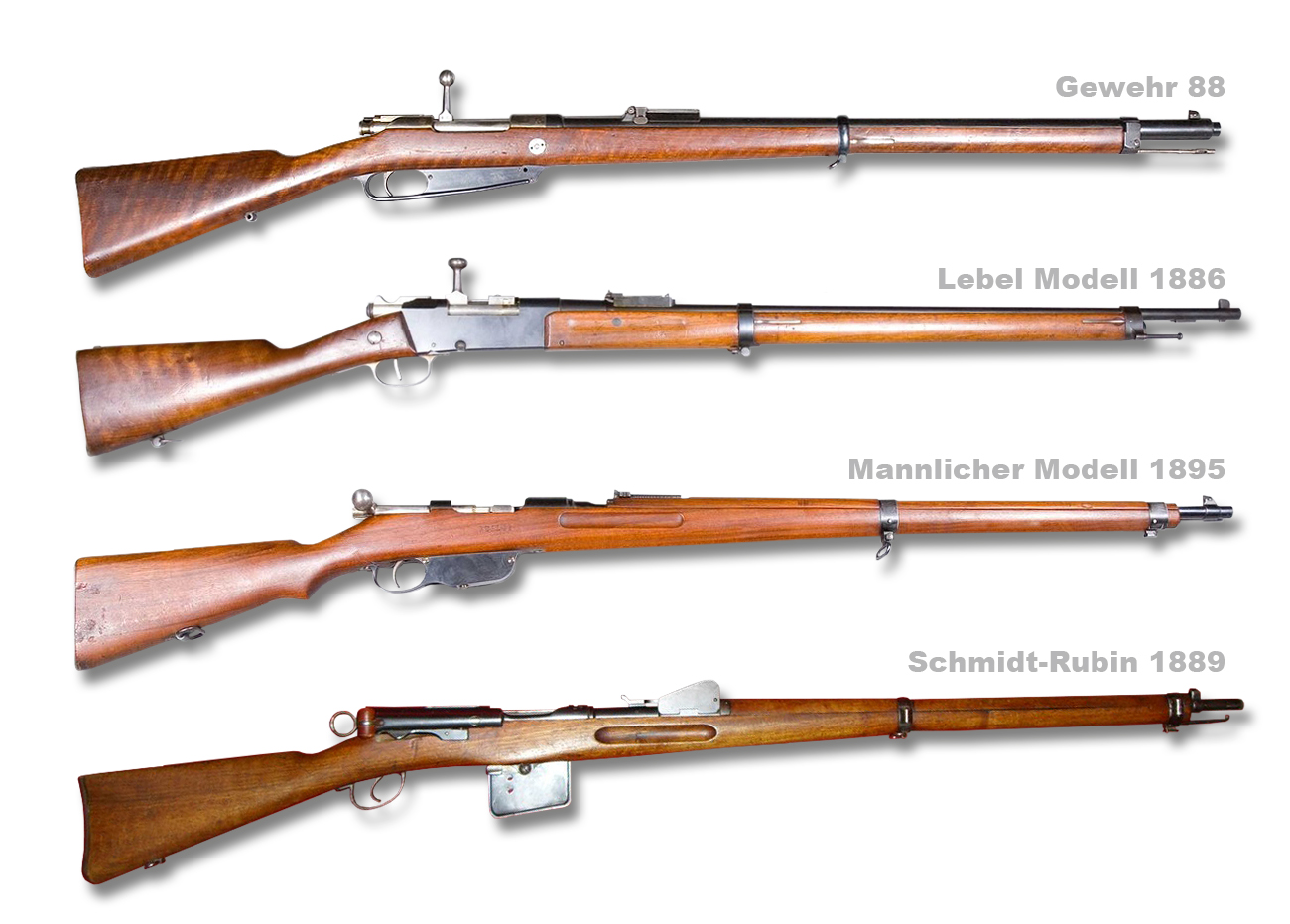
Das Gewehr 88 und seine Konkurrenten Lebel 1886, Mannlicher 1895, Schmidt-Rubin 1889

Der Spandauer Oberbüchsenmacher Schlegelmilch entwarf im Auftrag der Gewehrprüfungskommission den Zylinderverschluss – einen Öffnungsspanner, der an den Verschluss des Gewehres 71/84 angelehnt war. Die neue Waffe erhielt einen Laufmantel des Bayern Armand Mieg und ein verbessertes Mannlicher-Magazin für einen Laderahmen mit fünf Patronen. Ein eigenes Bajonett hatte das Gewehr 88 nicht, ordonnanzmäßig wurde das Seitengewehr des Modells 71/84 geführt und das Gewehr hierzu eingerichtet. Pioniereinheiten führten das Seitengewehr 71/84 mit Säge, bayerische Pioniere pflanzten das Faschinenmesser 71/84 auf. Bayern nutzte überhaupt die Gelegenheit und brauchte Altbestände an Seitengewehren 71 für das G 88 auf, im übrigen Reich erfolgte dies aber meist erst in der Mangelwirtschaft des Ersten Weltkrieges. Am 20. November 1888 wurde die Einführung befohlen. Jägertruppen führten das G 88 mit dem Hirschfänger 71.

### Mängel des Gewehrs 88
Die ältere Forschung glaubte, durch die Kombination mehrerer Konstruktionen und die überhastete Einführung hätten sich einige gravierende Mängel ergeben:
- Explosionen bei geöffnetem Verschluss durch versehentliches Aufeinandertreiben zweier Patronen.
- Schießunfälle durch unsachgemäßen Zusammenbau des Schlosses
- Explosionen, da das G 88 ohne aufgesetzten Verschlusskopf abgefeuert werden konnte
- Laufaufbauchungen durch Probleme mit der Munition
- Gefährliche Gasströmungen nach hinten
- „Schlechtschießer“ im Zusammenhang mit dem Laufmantel und dessen Befestigung
- Waffenstörungen durch den nach unten offenen Magazinschacht

Dieter Storz kommt jedoch neuerdings zu dem Schluss, die wesentlichsten Mängel seien in dem anfänglich zu geringen Kohlenstoffanteil des verwendeten Stahls und der unzureichenden Anzahl an Beschussproben zu suchen. Auch habe die verbesserte Munition einen erheblichen Anteil am Rückgang der Unfälle.

#### Abstellen der Mängel
Durch bessere Ausbildung der Soldaten konnten die drei erstgenannten Mängel fast vollständig beseitigt werden. Die Mängel der Laufkonstruktion mit ihren zu flachen Zügen wurden dadurch behoben, dass zunächst alle Gewehre 88 mit tieferen Zügen (0,15 mm statt 0,10 mm) ausgestattet wurden. Diese Gewehre bekamen ein „Z“ auf die Systemhülse gestempelt.
Als ab 1904 auf die S-Patrone mit ihrem weiteren Geschossraum umgestellt wurde, tauschte man entweder die Läufe aus oder rieb die Patronenlager im Halsbereich auf. Diese Gewehre bekamen ein „S“ auf die Systemhülse.
Die Systeme bekamen eine neue Schlagbolzenmutter mit Gasschild.
Die „Schlechtschießer“ resultierten oft aus der Tatsache, dass der Laufmantel nicht fest mit dem System verbunden war. Daher wurde er nun festgelötet. Diese Gewehre bekamen einen Körnerpunkt auf die Systemhülse. Auch die Patrone 88, die ja ebenfalls eine Neuentwicklung war, wurde überarbeitet. Schon 1895 bekamen viele Gewehre Systeme aus widerstandsfähigerem Krupp-Stahl, diese bekamen „n.m.“ (Neues Material) auf die linke Systemseite gestempelt.

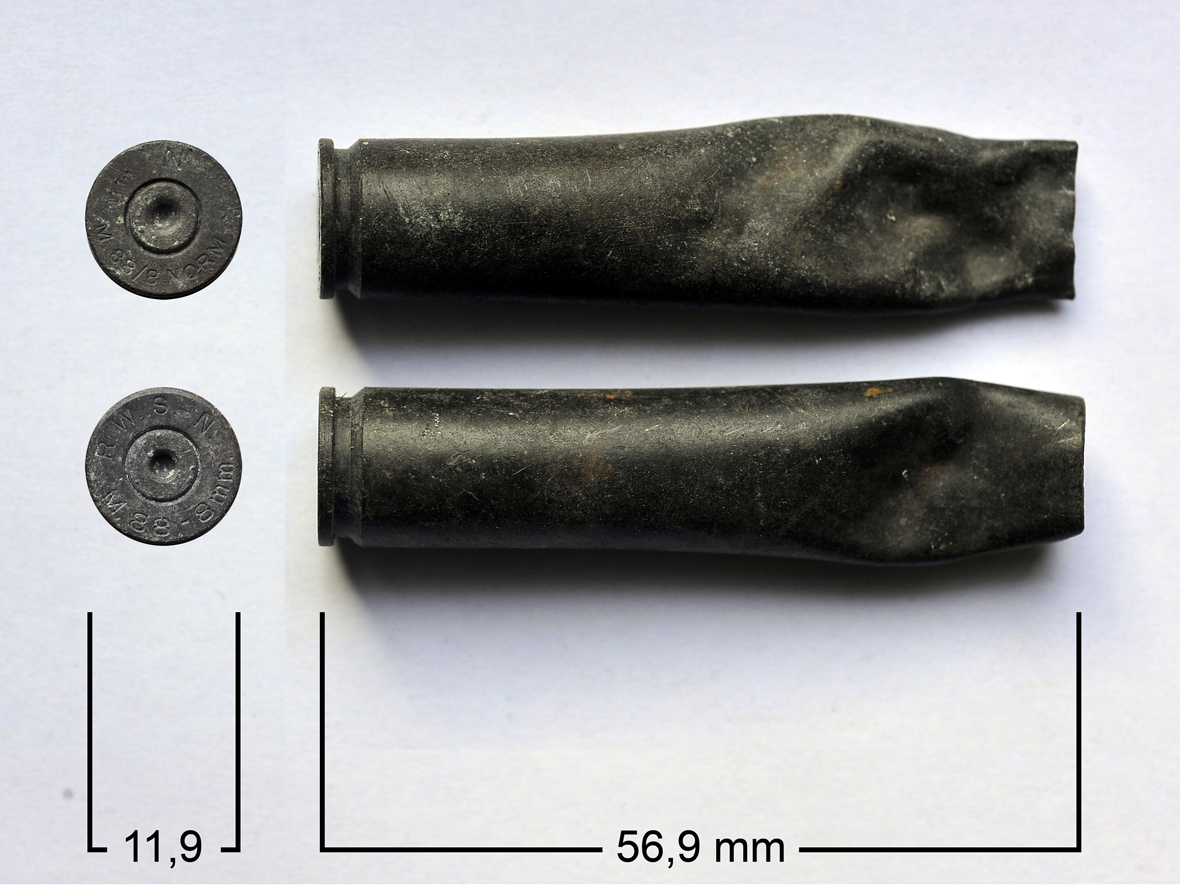
Patronen für M 88, verwendet von der Deutschen Schutztruppe in DSWA

### Die Patrone 88
Bei der Konstruktion der Patrone war das Vorbild die Patrone 8 mm Lebel. Aus diesem Grund wurde auch ein fast identisches Kaliber gewählt. Sie hat die militärische Bezeichnung 8×57I ( für Infanterie, das manchmal zu lesende „J“ ist eine Missdeutung des Frakturbuchstabens). Allerdings ist sie keine Randpatrone wie die Lebel, sondern eine randlose. Vorbild war dazu die von Eduard Rubin entwickelte Patrone für die schweizerische Armee, von welcher der bayerische Militärbeobachter Oskar von Xylander Kenntnis hatte und berichtete. Von der Annahme der Patrone im Jahre 1888 dauerte es bis 1895, bis sie kriegsverwendungsfähig war. Der Lauf für diese Patrone hatte anfänglich einen Feld-Zug-Durchmesser von 7,90 zu 8,10 mm; später wurde wegen massiver Nickelablagerungen die Zugtiefe auf jeweils 0,15 mm, der Zugdurchmesser also auf (nominell) 8,20 mm erweitert.
Anfangs trug die Patrone ein Vollmantel-Rundkopfgeschoss mit 14,8 Gramm Gewicht und einem Durchmesser von .321. Die Probleme mit dieser Patrone resultierten auch daraus, dass man sich zunächst nicht vorstellen konnte, dass auch Vollmantelgeschosse gestaucht werden. Die tieferen Züge brachten dann sofort die Lösung für dieses Problem. Die Patrone wurde 1903/05 durch die Einführung eines leichteren Flachboden-Spitzgeschosses zur Patrone 8×57IS mit einem Geschossdurchmesser von .323 und einem Geschossgewicht von 10,2 Gramm weiterentwickelt.
Hatte der Soldat beim Gewehr 71/84 noch in den beiden vorderen Patronentaschen je 30 und in der hinteren 60, insgesamt also 120 Patronen zur Verfügung, so konnten ihm jetzt durch die kleine Patrone insgesamt 170 Schuss mitgegeben werden.

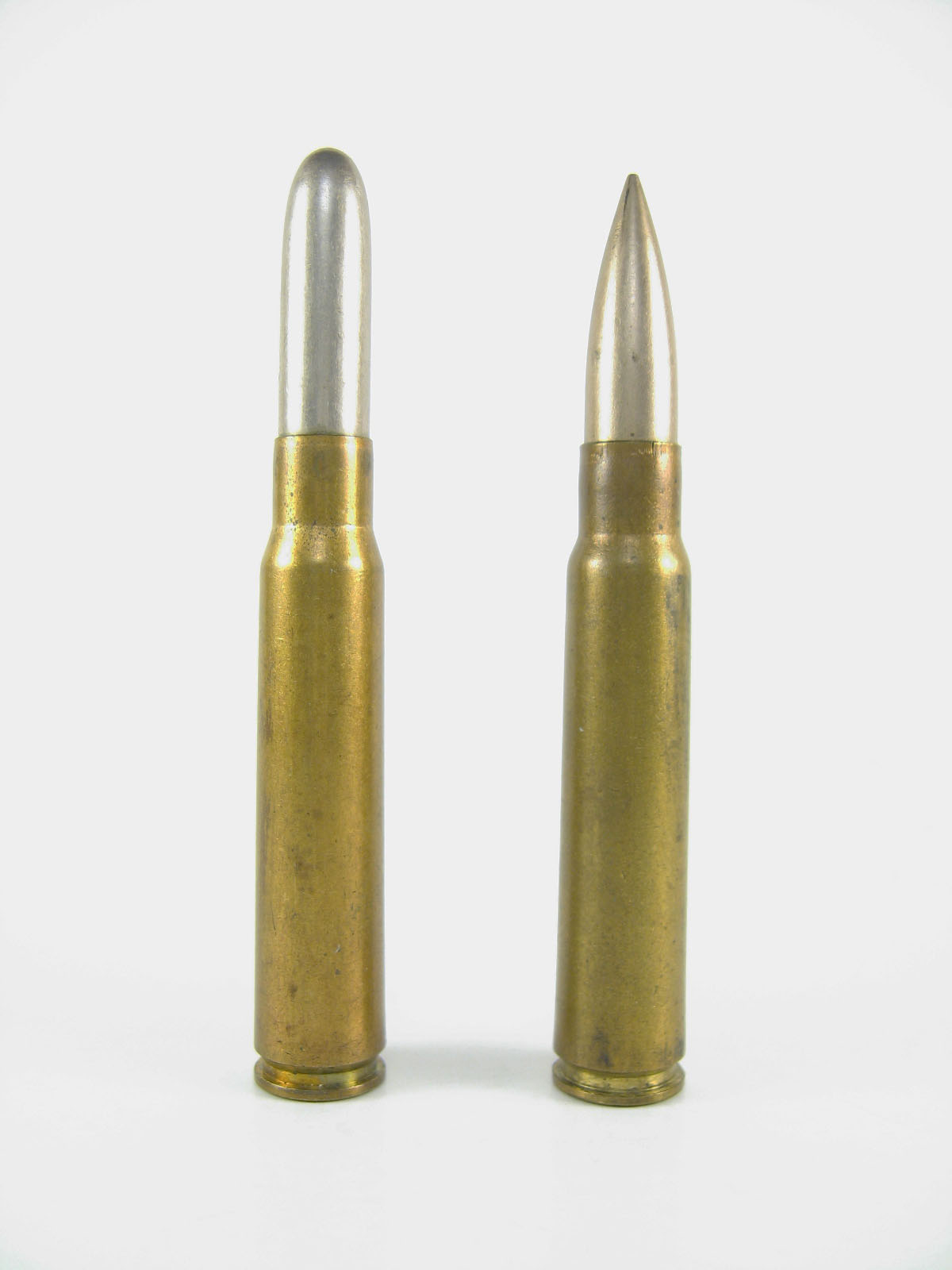
Eine Patrone 88 (links) im Vergleich zu einer 1905 S Patrone, ebenfalls im Mauser-Kaliber 7,92 × 57 mm.
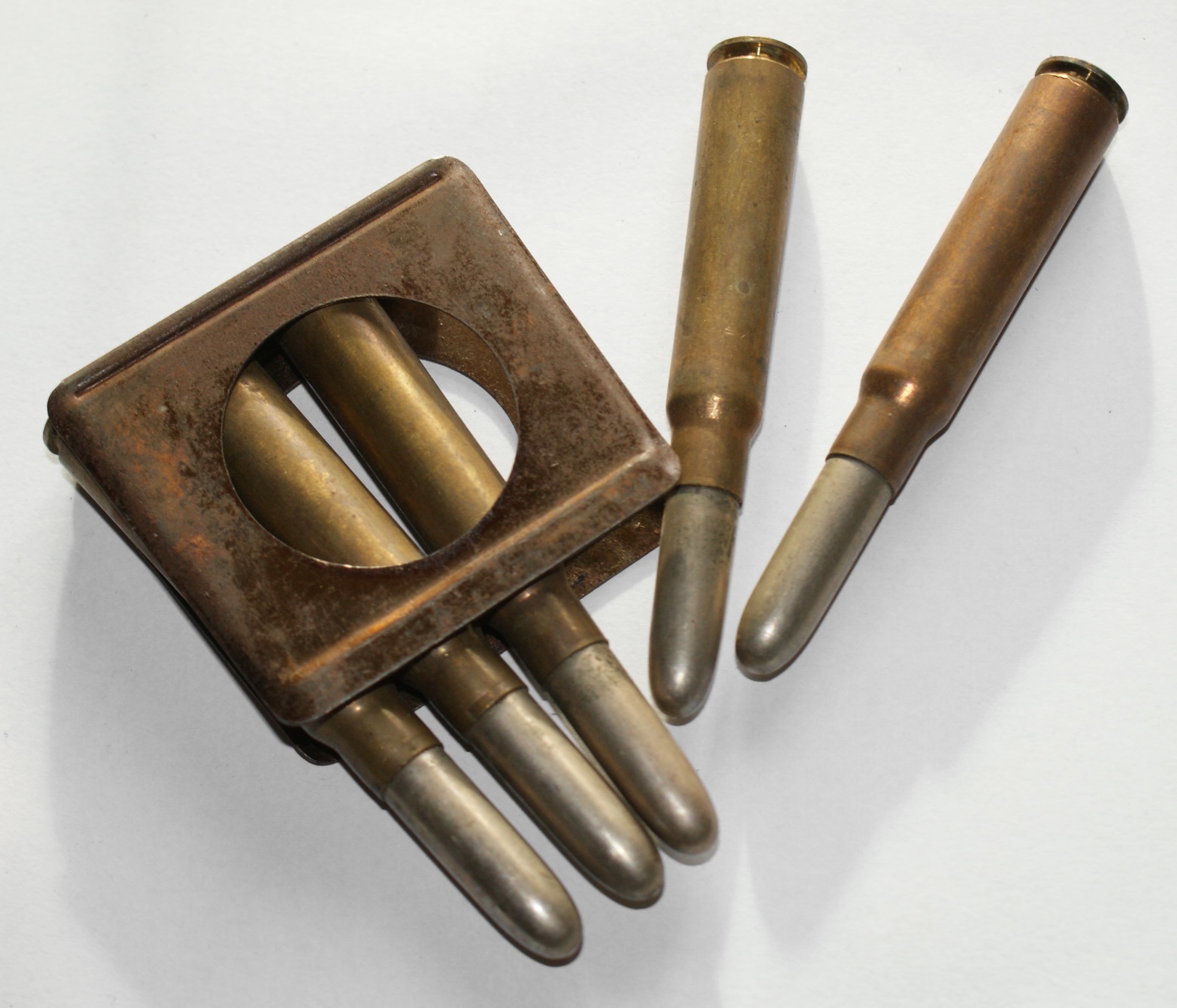
Laderahmen mit 5 Patronen M / 88.

### Bewertung

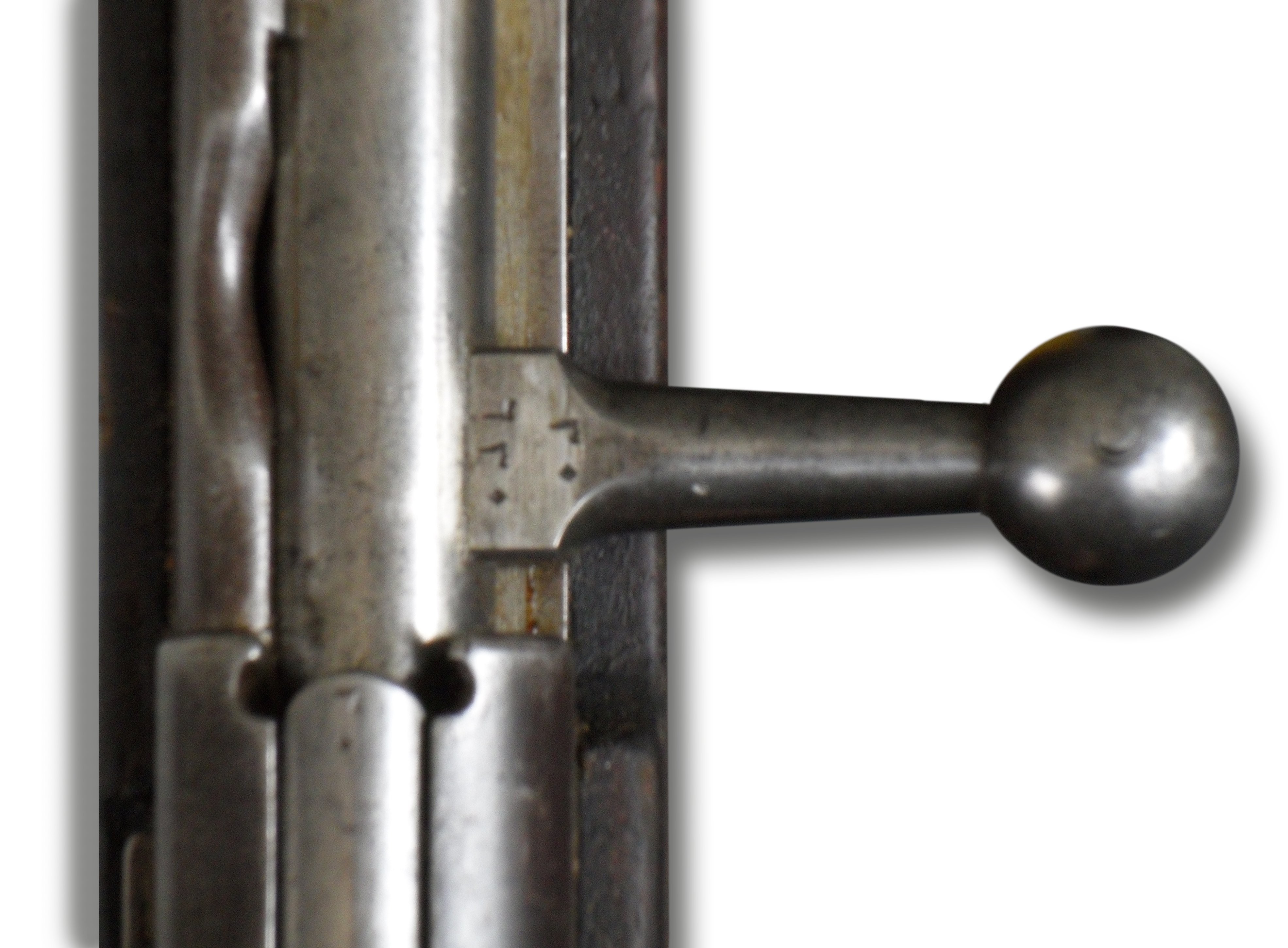
Der Kammerstängel des Gewehrs 88 mit eingeprägtem Halbmond

Bis heute hat dieses Gewehr in Deutschland einen schlechten Ruf, und dies obwohl Staaten wie die Türkei oder China mit dieser Waffe äußerst zufrieden waren. Allerdings erhielten sie das Gewehr erst zu einem Zeitpunkt, ab dem die Konstruktion als ausgereift bezeichnet werden konnte.
Nummerngleiche Exemplare sind heute kaum noch zu finden. Die Türkei war Hauptabnehmer der im Deutschen Reich nicht mehr benötigten Waffen, seit im Jahre 1917 die Produktion des Gewehrs 98 so weit in die Höhe gefahren wurde, dass auf den Vorgänger verzichtet werden konnte. Dort wurden sie offenbar entweder in alle Einzelteile zerlegt und in wildem „Nummernmix“ wieder zusammengesetzt oder – was wahrscheinlicher ist – von den siegreichen Briten am Ende des Ersten Weltkrieges bewusst ihrer Schlosse beraubt, um sie verwendungsunfähig zu machen. Die türkischen Gewehre tragen häufig einen Halbmond auf dem Kammerstängel, der aber oft nicht mehr erkennbar ist. Wenn auch Nummerngleichheit nicht zu erwarten ist, so sind doch die Visiere gut (besser als beim G 98) und die Abzüge akzeptabel bis sehr gut (mit Druckpunkt). Seit einiger Zeit kommen diese Gewehre zum Teil nach Deutschland zurück und werden verkauft.
Im Schießsport findet diese Mehrladerbüchse nur beschränkt Verwendung; sie ist als ehemaliges Ordonnanzgewehr bei allen Verbänden zugelassen.

## Produktionsstätten und Gesamtzahl

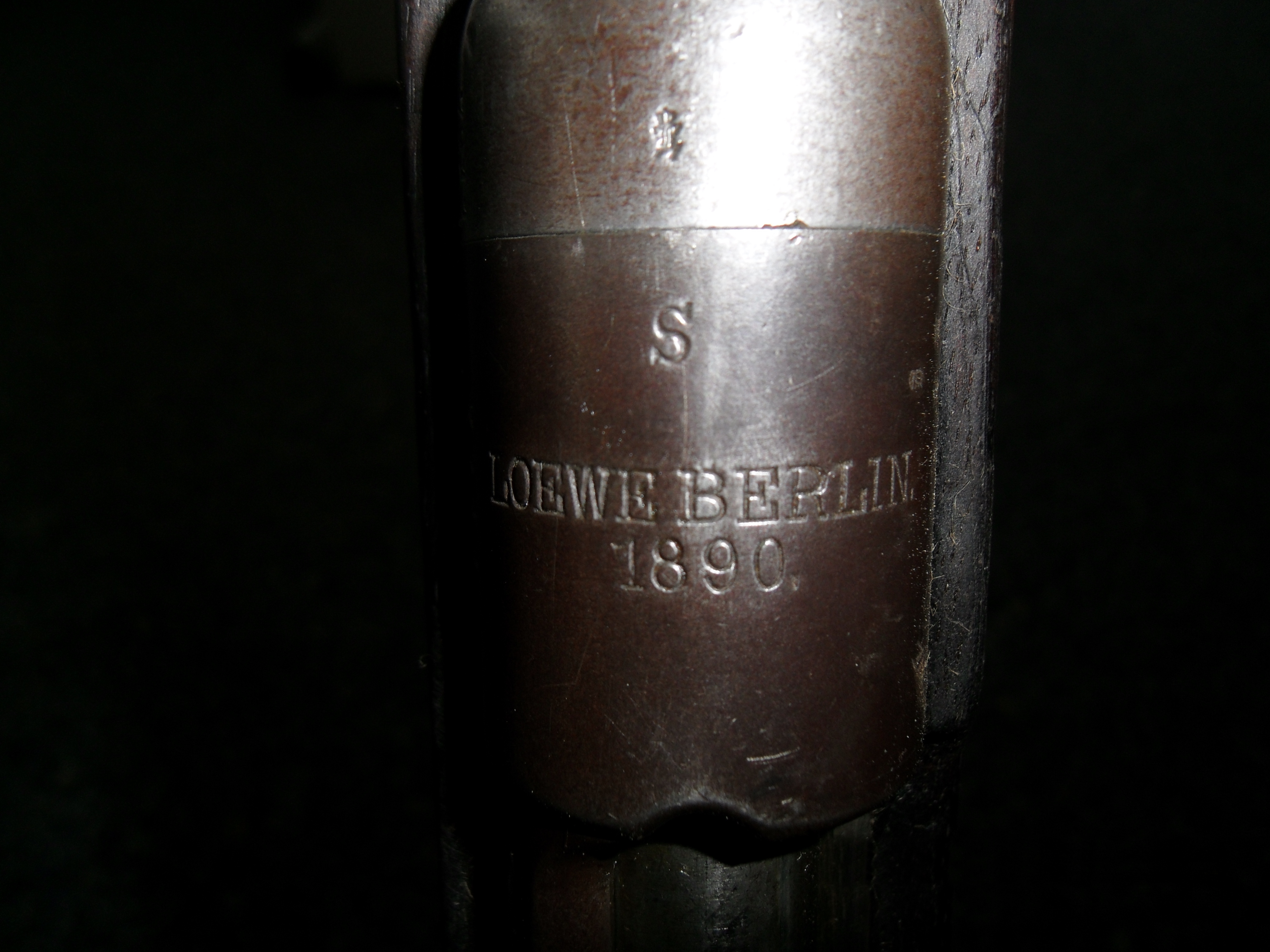
Hersteller Loewe Berlin, aufgeschlagen auf das Patronenlager. Ebenfalls zu sehen das eingeschlagene „S“

Die staatlichen Gewehrfabriken in Spandau, Danzig, Erfurt und Amberg sowie die Fabriken der Firma Loewe/Berlin sowie die Österreichische Waffenfabriksgesellschaft (ÖWG) in Steyr hatten bis 1890 bereits 1,9 Millionen Stück produziert. Von der ÖWG wurden im Auftrag des Deutschen Reiches bereits ab 1890 mehr als 300.000 Gewehre gefertigt.
Die Gesamtzahl der hergestellten Gewehre und Karabiner kann nur geschätzt werden. Das bayerische Heer erhielt bis zur Produktionseinstellung im Jahr 1899 genau 274.333 Gewehre 88, 26.960 Karabiner 88, sowie 17.000 Gewehre 91. Ausgehend von diesen Zahlen errechnet Dieter Storz eine gesamtdeutsche Produktion von 2,4 Millionen Gewehre 88, 240.000 – 250.000 Karabiner 88 und 150.000 Gewehre 91.
Zu den wenigen internationalen Abnehmern des Gewehrs 88 gehörte Brasilien. 1892 wurden 60.000 Gewehre und Karabiner bei Steyr bestellt. Diese Gewehre wurden im Krieg von Canudos eingesetzt. 
Insgesamt jedoch konnte sich das Infanteriegewehr 88 auf dem internationalen Markt nicht gegen Konkurrenzmodelle von Mauser und Mannlicher durchsetzen.
In China wurde jedoch ab 1895 im Hanyang-Arsenal eine Kopie hergestellt. Ab 1910 wurde der Laufmantel weggelassen; bis dahin waren 121.974 Infanteriegewehre und 8.062 Karabiner baugleich mit den deutschen Modellen produziert worden. Die Produktion lief bis 1944 und belief sich auf 1.083.480 Gewehre und Karabiner.

### Mauser als Hersteller

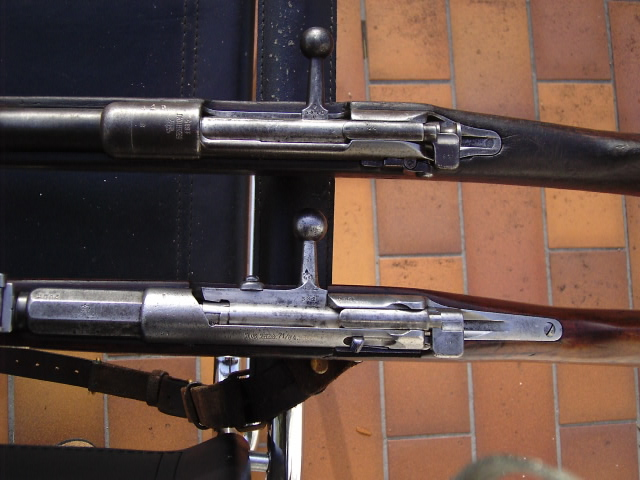
Die Verschlüsse der Gewehre 71/84 (unten, Mauser) und 88 (oben, Schlegelmilch) im direkten Vergleich

Das Gewehr 71 und auch der Repetierer Gewehr 71/84 waren von Paul Mauser konstruiert worden. Das Gewehr 88 ist unter der alleinigen Regie der G.P.K. entstanden, Paul Mauser oder die Firma Mauser hatten daran keinen Anteil. Eine Variante des G 88, das G 88/05 kann statt mit Laderahmen mit Mauser-Ladestreifen, wie sie für das Gewehr 98 als Nachfolger des G 88 benutzt wurden, aufmunitioniert werden. Dies ist die einzige Verbindung zur Firma Mauser in Oberndorf. Dennoch wird dieses Gewehr – vor allem in US-amerikanischen Internet-Foren – häufig fälschlich als Mauser-Gewehr bezeichnet.

## Verbreitung
Das Gewehr 88 gelangte in folgende Staaten:
- Peru
- Brasilien
- China (dort später als Hanyang-Gewehr ohne Laufmantel weiter gefertigt)
- Irland
- Türkei (Mindestens 557.000 Infanteriegewehre und 100.000 Karabiner als Waffenhilfe des Deutschen Reiches im Ersten Weltkrieg; spätere eigene Variante ohne Laufmantel)
- Südafrika
- Österreich-Ungarn (Waffenhilfe des Deutschen Reiches im Ersten Weltkrieg)
- Äthiopien
- Tschechoslowakei
- Jugoslawien
- Ecuador

## Varianten
- Gewehr 88

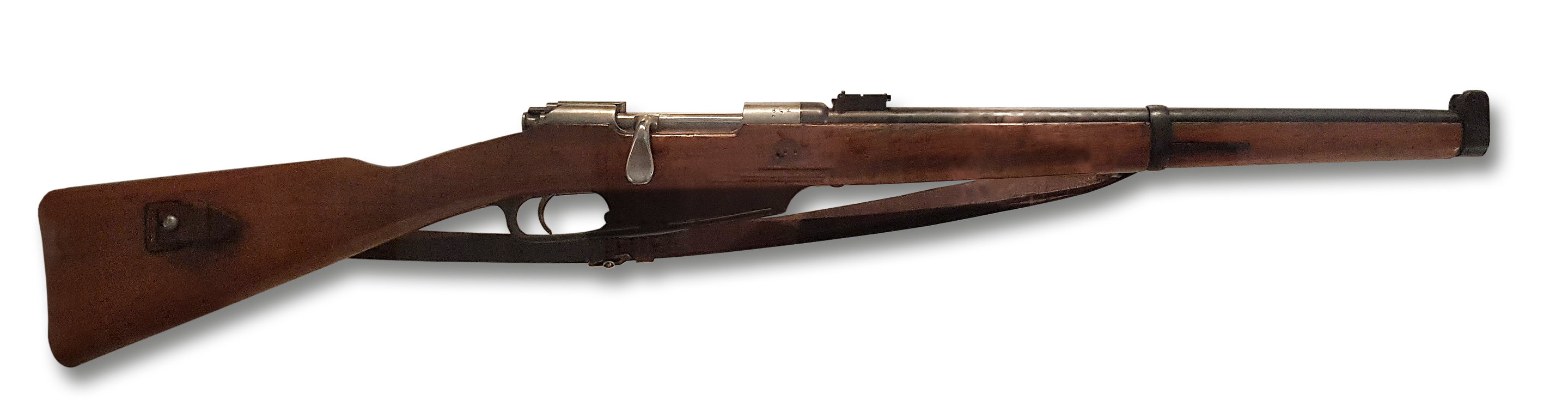
Karabiner M 1888 S

- Karabiner 88, am 4. November 1891 eingeführt als kurze führige Version für die berittenen Truppenteile (Kavallerie).
- Gendarmeriekarabiner 88 (Varianten: ein preußisches und ein badisches Modell) für die Gendarmerie
- Gewehr 91 für die Fußartillerie, wie Karabiner 88, jedoch mit Zusammensetzdorn an der Metallplatte vorne am Schaft
- G 88/05, ca. 350.000 Gewehre 88 wurden ab 1905 für die Spitzer-Patrone (S-Patrone alias 8x57IS) und die Verwendung von Mauser-Ladestreifen eingerichtet wurden. Laderahmen passten daher nicht mehr.

Kennzeichen:
- ein S ist auf der Systemhülse gestempelt
- zwei Backen an der Verschlussbrücke für Mauser-Ladestreifen
- Ausfräsung für die S-Patrone an der Hülse
- Daumenaussparung links an der Verschlusshülse
- Einbringen von zwei Stahlstreifen in das Magazin, damit die Patronen nicht klappern
- Sperre unter Federspannung an der linken Seite des Magazins zum Halt der Patronen
- längerer Zubringer im Magazin
- Entfernen des Lösungsknopfes innerhalb des Abzugsbügels
- Verschließen der Auswurföffnung für den Laderahmen mit einem Deckel

- G 88/14 mit angeschweißter Ladestreifenführung

Ab Anfang 1915 sollen über 750.000 Gewehre zum G 88/14 umgeändert worden sein.
(Paul S. Scarlata hat bisher jedoch nur ein einziges Gewehr finden können, das die Spezifikationen aufweist, die in der älteren Literatur für ein G 88/14 gefordert werden. Deshalb bezweifelt er, dass das G 88/14 ordonnanzmäßige Änderungen aufweist. Da am Ende des Ersten Weltkriegs jedoch Millionen von Waffen vernichtet wurden, schließt er die Existenz auch nicht ganz aus.)
Darüber hinaus gab es, vor allem vom Karabiner 88, von C. G. Haenel und V. C. Schilling in Suhl hergestellte Zivilversionen für die Jagd.